# Elements of Anger
Elements of Anger är det fjärde studioalbumet med det amerikanska death metal-bandet Sadus, utgivet 1997 av skivbolaget Mascot Records.

## Låtlista
1. "Aggression" – 4:44
2. "Crutch" – 5:52
3. "Words of War" – 4:24
4. "Safety in Numbers" – 6:49
5. "Mask" – 7:21
6. "Fuel" – 2:32
7. "Power of One" – 3:20
8. "Stronger than Life" – 4:52
9. "Unreality" – 5:39
10. "In the End" – 4:12

## Medverkande
Musiker (Sadus-medlemmar)
- Darren Travis – sång, gitarr
- Steve DiGiorgio – basgitarr, synthesizer, bakgrundssång
- Jon Allen – trummor, bakgrundssång

Bidragande musiker
- Sång (spår 1) – Chris Dugan, Bobby Senn, Mike Lane, Rob Lewis, Steve, Jon, Darren

Produktion
- Scott Burns – producent, ljudtekniker, ljudmix, mastering
- Chris Dugan – ljudtekniker
- Mark Slagle – ljudmix, mastering
- Travis Smith – omslagsdesign, omslagskonst
- Cris Cruz – foto